# Pilwa (Węgorzewo)
Pilwa  (Duits: Pilwe) is een dorp in de Poolse woiwodschap Ermland-Mazurië. De plaats maakt deel uit van de gemeente Węgorzewo en telde 44 inwoners in 2011.

## Sport en recreatie
- Door deze plaats loopt de Europese wandelroute E11. De E11 loopt van Den Haag naar het oosten, op dit moment de grens Polen/Litouwen. Ter plaatse komt de route van het zuidwesten van Parcz en vervolgt in noordelijke richting naar Radzieje.